# ジオスミン
ジオスミン(英: Diosmin)はジオスメチンの7位にルチノースが結合したフラボノイド配糖体。柑橘類の果実に含まれている。。ジオスミンは血管保護作用があるとされ、慢性静脈不全、痔、リンパ水腫、静脈瘤に使用される。